# Al Rosen
Albert Leonard Rosen (ur. 29 lutego 1924, zm. 13 marca 2015) – amerykański baseballista, który występował na pozycji trzeciobazowego przez 10 sezonów w Cleveland Indians.

## Życiorys
Rosen podpisał kontrakt jako wolny agent w 1942 z Cleveland Indians i początkowo grał w klubie farmerskim tego zespołu, w Thomasville Tommies. Podczas II wojny światowej służył w marynarce wojennej między innymi na południowym Pacyfiku. W Major League Baseball zadebiutował 10 września 1947 w meczu przeciwko New York Yankees jako pinch hitter. W 1948 zagrał w jednym meczu World Series, w których Indians pokonali Boston Braves 4–2.
W sezonie 1952 po raz pierwszy wystąpił w Meczu Gwiazd, zaś rok później zdobywając najwięcej w American League home runów (45) i zaliczając najwięcej RBI (145), przy średniej uderzeń 0,336 (2. wynik w lidze), on-base percentage 0,422 (2. wynik w lidze) i slugging percentage 0,613 (1. wynik w lidze), został wybrany najbardziej wartościowym zawodnikiem. Kontuzja pleców spowodowała, iż zmuszony był przedwcześnie zakończyć karierę. W późniejszym okresie był między innymi prezydentem New York Yankees, a także prezydentem i menadżerem generalnym Houston Astros oraz San Francisco Giants.
Zmarł 13 marca 2015 w wieku 91 lat.

## Nagrody i wyróżnienia
| Nagroda/wyróżnienie      | Lata                   | Źródło |
| MVP American League      | 1953                   | [ 6 ]  |
| 4× All-Star              | 1952, 1953, 1954, 1955 | [ 1 ]  |
| Zwycięzca w World Series | 1948                   | [ 5 ]  |